# شهرک منیکهینا
شهرک منیکهینا (به لاتین: Menikhinna Town) یک منطقهٔ مسکونی در سری‌لانکا است که در استان مرکزی (سری‌لانکا) واقع شده‌است.